# Google Plus
Google Plus (marknadsförs som Google+, ofta förkortat G+) var ett socialt medium och en nätgemenskap som ägdes och drevs av Google.
Google Plus var ett försök att utmana världens största sociala nätverk, Facebook (som hade 2 miljarder användare, 2017),[källa behövs] och mikrobloggen Twitter (med 319 miljoner användare, 2016).[källa behövs] Den 14 juli 2011 meddelade Google att Google+ nått 10 miljoner användare, enbart två veckor efter att försöksperioden inleddes. Den 6 december 2012 meddelade Google att över 500 miljoner personer hade aktiverat Google+. Trots många användare blev tjänsten aldrig någon succé. I oktober 2018 meddelade Google i ett blogginlägg att tjänsten kommer att stängas ned. Skälen man angav var främst bristande intresse bland användarna. I januari 2019 fastställdes nedstängningsdatumet till 2 april 2019.
Google Plus kan ses som en vidareutveckling av Googles tidigare mikroblogg Google Buzz, som lanserades i februari 2010, men aldrig fick något större genomslag. Google Buzz kritiserades för att alla med Googlekonto som inte aktivt valde bort tjänsten automatiskt fick den, och att alla deras Gmailkontakter därmed kunde se deras andra kontakter. I Buzz, såväl som Google+, kunde vem som helst "följa" vem som helst, utan bekräftelse från den som följs.

## Historia
Google+ lanserades av Google Inc i betaversion den 28 juni 2011. Endast användare över 18 års ålder som redan hade ett Googlekonto och som har fått en inbjudan av en annan användare hade möjlighet att testa tjänsten under en försöksperiod innan den blev tillgänglig för den stora allmänheten. 20 september 2011 blev Google+ tillgängligt för alla över 18 år. 26 januari 2012 öppnade man även för alla tonåringar.
Eftersom Google Plus inte blev den succé man hoppats på, bytte Google år 2015 strategi för nätverket och fokuserade då istället på att utveckla de funktioner som används mycket: grupper (där du följer särskilda ämnen) och samlingar (som påminner om Pinterest).

## Funktionalitet
Google Plus fanns tillgänglig som en webb 2.0-tjänst eller webbapplikation, samt som mobilapplikation för smartphones baserade på operativsystemen Android och IOS. Planer fanns även på en PC-skrivbordsapplikation. 
Google Plus omfattade bland annat följande funktionalitet:
- +1 motsvarar Facebooks "gillar". Användare kan klicka på +1-knappen vid olika inlägg och kommentarer i Google +, eller på andra webbplatser där knappen finns tillgänglig, exempelvis som en rekommendation.
- cirklar motsvarar att man kan dela upp sina Facebookkontakter i listor, men möjliggör dessutom att användaren kan välja vilka cirklar som ska kunna se det man delar. Utökade cirklar motsvarar vänners vänner i Facebook. Gmailkontakter som man inte har lagt till i en krets ingår inte i det sociala nätverket.
- inlägg eller delning innebär att användaren skriver en text, lägger ut ett foto eller en video eller lägger ut sin geografiska position, så att det blir synligt för valfria kretsar eller kontakter. Väljer man att synliggöra det publikt får inlägget funktion av mikroblogg, på liknande sätt som Twitter. Väljer man att göra det synligt för en specifik person får inlägget karaktär av privat e-post. De som kan se ett inlägg kan också kommentera det, eller klicka på +1-knappen. Inlägget och kommentarerna bildar tillsammans en konversation.
- flöde är startsida för Google +, och motsvarar Facebooks nyhetssida, förr logg. I flödet kan man göra inlägg eller delningar. Flödet visar delningar, uppdateringar, +1:or och taggningar gjorda av användaren själv såväl som av användarens sociala kontakter. Användaren kan välja att enbart se delningar gjorda av användare i en viss krets, eller att titta på inkommande delningar, det vill säga delningar gjorda av användare som har lagt till användaren som kontakt men som användaren själv inte har lagt till som kontakt.
- hangouts ("umgängen") är flerpartsvideomöten via webbkamera.
- gnistor är prenumeration på Googlesökningar och nyheter baserat på användarens intressen.
- data liberation möjliggör för användaren att tanka ned sitt innehåll, dock inte i ett format som kan läsas enkelt.
- spel ligger under en särskild flik, vilket gör att spelinbjudningar och andra meddelanden inte visas i användarens övriga meddelandeflöde.

För mobila plattformar fanns dessutom följande funktionalitet:
- messenger (tidigare "huddles") presenterar konversationer och SMS inom en grupp användare tillsammans.
- instant upload (omedelbar uppladdning) möjliggör uppladdning av foton och videoklipp från en Android-smartphone till en tillfällig mapp innan det publiceras.

Google+ baserades på användarens Googlekonto, och var därmed integrerad med andra inloggningsskyddade Googletjänster såsom Gmail (e-post), Picasa (fotografialbum), Google Talk (chat), Google Kalender, Google Docs (ordbehandling och kalkylblad) och Google-profilen.

## Kontroverser och kritik
Google (liksom Facebook) har stängt av användarkonton som inte har uppgett riktiga namn.